# Ліхтенштейн на літніх Олімпійських іграх 1964
Ліхтенштейн брав участь у літніх Олімпійських іграх 1964 року в Токіо (Японія) в п'ятий раз у своїй історії, але не здобув жодної медалі. Країну на іграх представляли два легкоатлета.

## Легка атлетика
Спортсменів — 2
Чоловіки
| Спортсмен    | Вид           | Забіг     | Забіг | Півфінал   | Півфінал   | Фінал      | Фінал      |
| Спортсмен    | Вид           | Результат | Місце | Результат  | Місце      | Результат  | Місце      |
| ------------ | ------------- | --------- | ----- | ---------- | ---------- | ---------- | ---------- |
| Хуго Вальзер | 800м          | 1.57,5    | 7     | Не пройшов | Не пройшов | Не пройшов | Не пройшов |
| Хуго Вальзер | 1500м         | 3.53,3    | 10    | Не пройшов | Не пройшов | Не пройшов | Не пройшов |
| Алоїз Бюхель | Десятиборство |           |       |            |            | 6849       | 14         |